# Schnottwil
Schnottwil es una comuna suiza del cantón de Soleura, situada en el distrito de Bucheggberg. Limita al norte con las comunas de Büren an der Aare (BE) y Oberwil bei Büren (BE), al este con Biezwil y Messen, al sur con Wengi bei Büren (BE), y al oeste con Diessbach bei Büren (BE).